# Nat Moore
Nathaniel Moore (Tallahassee, 19 settembre 1951) è un ex giocatore di football americano statunitense che ha giocato nel ruolo di wide receiver per tutta la carriera con i Miami Dolphins della National Football League (NFL). Fu scelto nel corso del terzo giro (78º assoluto) del Draft NFL 1974 dai Dolphins. Al college giocò a football all'Università della Florida. Moore è noto per essere stato uno dei bersagli preferiti dei quarterback Bob Griese e Dan Marino.

## Carriera professionistica
Moore fu scelto dai Miami Dolphins nel corso del terzo giro del Draft 1974, disputandovi tutte le sue 13 stagioni da professionista, fino al 1986. Fu convocato per il Pro Bowl nel 1977, dopo una stagione in cui ricevette 52 passaggi e guidò la lega con 12 touchdown su ricezione. Nat Moore è immortalato nella famosa "Helicopter Catch", una ricezione contro i New York Jets al Giants Stadium nel 1984, dove, colpito simultaneamente da entrambi i lati dai difensori dei Jets, si librò in volo per ricevere il passaggio, che convertì una cruciale situazione di terzo down, durante la rimonta dei Dolphins nel secondo turno dei playoff.
Al momento del ritiro nel 1986, Moore deteneva quasi tutti i primati sui ricezioni dei Dolphins, che in seguito furono superati dai ricevitori Mark Clayton e Mark Duper negli anni ottanta e novanta. Coi Dolphins raggiunse due Super Bowl, nel 1982 e 1984, perdendoli rispettivamente contro Washington Redskins e San Francisco 49ers.

## Palmarès

### Franchigia
- American Football Conference Championship: 2

Miami Dolphins: 1982, 1984

### Individuale
- Convocazioni al Pro Bowl: 1

1977
- First-team All-Pro: 1

1977
- Leader della NFL in touchdown su ricezione: 1

1977
- PFWA All-Rookie Team - 1974
- Miami Dolphins Honor Roll

## Statistiche
| Partite totali      | 183   |
| Partite da titolare | 124   |
| Ricezioni           | 510   |
| Yard ricevute       | 7 546 |
| Touchdown           | 74    |